# Dialog Afrika
Dialog Afrika ist eine deutschsprachige Buchreihe mit ins Deutsche übersetzten Werken verschiedener namhafter Autoren der afrikanischen Literatur.

## Einführung
Die Reihe war auf sechzehn Titel geplant. Sie beruht auf einer Zusammenarbeit des Schweizer Verlegers Walter (Walter-Verlag, Olten und Freiburg im Breisgau) mit dem deutschen Peter Hammer Verlag (Wuppertal). Damals stand das Lektorat des Verlages unter Bernd Jentzsch. In der Reihe erschienen Werke prominenter afrikanischer Autoren, vergleichbar der englischsprachigen African Writers Series. Die Reihe Dialog Afrika erschien von 1979 bis zu Anfang der 1980er Jahre. 'Gastland' der Frankfurter Buchmesse 1980 war Subsahara-Afrika.

## Bände (Auswahl)
- Die Ausleger. (Roman). Wole Soyinka. 1983
- Verbrannte Blüten. Ngugi wa Thiong'o. 1982
- Die Rückkehr.  Roman. Yaw M. Boateng. 1982
- Der arme Christ von Bomba. Mongo Beti. 1980
- Der schwarze Fürst. Ahmadou Kourouma. 1980
- Der Marabi-Tanz. Modikwe Dikobe. 1980
- Die dreizehnte Sonne. Daniachew Worku. 1980
- Die Verfemten. Bonnie Lubega.1980
- King Albert. Francis Bebey. 1980
- Blutendes Land. Ismael R. Mbise. 1979
- Chala. Ousmane Sembène. 1979
- Die strafversetzte Revolution. Henri Lopès. 1979
- Mein Mercedes ist grösser als deiner. Nkem Nwankwo. 1979
- Die Schönen sind noch nicht geboren. Roman. Ayi Kwei Armah. 1979